# Back Where You Started
Singles de Tina Turner
Typical Male
(1986) Two People
(1986)
Pistes de Break Every Rule
Girls
(6) Break Every Rule
(8)
Back Where You Started est une chanson de Tina Turner, issue de son sixième album studio Break Every Rule. Elle sort en septembre 1986 aux États-Unis en tant que deuxième single de l'album, certifié disque de platine.

## Histoire
Ce titre est coécrit et coproduit par Bryan Adams. Il s'agit de sa seconde collaboration avec Tina Turner, après le titre It's Only Love, figurant sur l'album Reckless du chanteur canadien.
Bien que Back Where You Started n'ait jamais été réellement commercialisé comme un single, il a connu le succès en atteignant la 18e place du Mainstream Rock Tracks chart. Avec ce titre, Tina Turner remporte en 1987 le Grammy dans la catégorie Meilleure chanteuse rock pour la 3e année consécutive après sa victoire en 1985 avec le titre Better Be Good to Me et en 1986 pour One of the Living.

## Classements
| Classement (1986-1987)       | Meilleure position |
| ---------------------------- | ------------------ |
| Canada (Top Singles)         | 85                 |
| États-Unis (Mainstream Rock) | 18                 |